# Мірослав Беранек
Мірослав Беранек (чеськ. Miroslav Beránek, нар. 24 квітня 1957, Бенешов) — чехословацький футболіст, що грав на позиції захисника. По завершенні ігрової кар'єри — тренер.

## Ігрова кар'єра
Народився 24 квітня 1957 року в місті Бенешов. Вихованець футбольної школи клубу «Тесла» (Вотіце). На дорослому рівні виступав у нижчолігових клубах «Їндржихув-Градец», «Спартак» (Пельгржимов) та «Шкода» (Пльзень).
Лише у віці 27 років Беранек потрапив у клуб вищого дивізіону «Славію», до складу якої приєднався 1984 року. Відіграв за празьку команду наступні п'ять сезонів своєї ігрової кар'єри. Більшість часу, проведеного у складі «Славії», був основним гравцем захисту команди і зіграв 128 ігор, в яких забив п'ять м'ячів.
Завершив професійну ігрову кар'єру у нижчоліговому австрійському клубі «Гмюнд», за який виступав протягом 1989—1991 років.

## Кар'єра тренера
Розпочав тренерську кар'єру відразу ж по завершенні кар'єри гравця, 1991 року, очоливши тренерський штаб «Гмюнда».
1994 року став помічником головного тренера «Славії» Їндржиха Деймала, а після його звільнення 1994 року сам став головним тренером і очолював празьку команду один рік, зайнявши з командою друге місце.
Навесні 1996 року очолив клуб третього дивізіону «Кладно», а потім тренував «Хмел», який 1998 року вивів у вищий дивізіон, де утримував команду наступні три роки. Паралельно з 1997 року працював асистентом Карела Брюкнера у молодіжній збірній Чехії (U-21), а після того як Брюкнер перейшов на роботу в національну збірну, Беранек став головним тренером «молодіжки», якій допоміг виграти молодіжний чемпіонат Європи 2002 року у Швейцарії.
Восени 2001 року Беранек знову очолив «Славію» і у першому ж сезоні виграв з командою Кубок Чехії, а наступного став віце-чемпіоном Чехії. В грудні 2003 року залишив празьку команду. У 2002—2006 роках Беранек також був помічником Брюкнера в національній збірній Чехії, будучи у штабі команди на чемпіонаті світу 2006 року у Німеччині.
У серпні 2006 року став тренером угорського клубу «Дебрецен», з яким він виграв чемпіонат та Суперкубок Угорщини 2007 року, втім у листопаді 2007 року покинув клуб. З червня 2008 року протягом трьох місяців працював в Об'єднаних Арабських Еміратах з клубом «Аль-Васл» і в грудні того ж року став тренером «Збройовки».
На сезон 2010/11 очолив «Кладно», втім вже 31 січня 2011 року став головним тренером збірної Казахстану, де працював до кінця 2013 року. Після провального відбору на чемпіонат світу 2014 року, де казахи зайняли передостаннє місце у групі, покинув збірну. Всього збірна під його керівництвом зіграла 24 гри. Паралельно з 4 травня 2012 по 12 липня 2013 року також очолював «Астану», з якою виграв Кубок Казахстану у 2012 році.
У червні 2014 року, після 11 років, втретє очолив «Славію», втім у сезоні 2014/15 команда виступила вкрай невдало, зайнявши 11 місце, після чого Беранек покинув клуб.

## Титули і досягнення

### Як тренера
- Переможець молодіжного чемпіонату Європи (1):

Чехія U-21: 2002
- Володар Кубка Чехії (1):

«Славія»: 2001–02
- Чемпіон Угорщини (1):

«Дебрецен»: 2006–07
- Володар Суперкубка Угорщини (1):

«Дебрецен»: 2007
- Володар Кубка Казахстану (1):

«Астана»: 2012